# El sueño del mono loco
El sueño del mono loco és una pel·lícula de Fernando Trueba basat en el llibre Le rêve du singe fou (El somni del mico boig) de l'escriptor francès Christopher Frank. Va comptar amb un repartiment internacional i és considerada la pel·lícula més personal de Trueba. Fou la principal guanyadora dels Premis Goya.

## Argument
Dan Gilis (Jeff Goldblum) és un escriptor estatunidenc establert a París que passa per problemes sentimentals. És contractat per Julien Legrand per a escriure el guió d'una pel·lícula el director de la qual, Malcolm Greene, serà un jove una mica estrany i peculiar. Durant les jornades de redacció del guió al costat del director, apareixerà la germana d'aquest, Jenny, un personatge clau en la trama que anirà desenvolupant-se per les seves relacions incestuoses.

## Repartiment
- Jeff Goldblum - Dan Gillis
- Miranda Richardson - Marilyn
- Anémone - Marianne
- Daniel Ceccaldi - Julien Legrand
- Dexter Fletcher - Malcolm Greene
- Liza Walker - Jenny Greene
- Jerome Natali - Danny
- Arielle Dombasle - Marion Derain
- Asunción Balaguer - Juana

## Premis

### IV Premis Goya
| Categoria                        | Persona                                     | Resultat   |
| -------------------------------- | ------------------------------------------- | ---------- |
| Millor pel·lícula                | Millor pel·lícula                           | Guanyadora |
| Millor director                  | Fernando Trueba                             | Guanyador  |
| Millor guió adaptat              | Fernando Trueba Manolo Matji Menno Meyjes   | Guanyadors |
| Millor música original           | Antoine Duhamel                             | Nominat    |
| Millor fotografia                | José Luis Alcaine                           | Guanyador  |
| Millor muntatge                  | Carmen Frías                                | Guanyador  |
| Millor direcció artística        | Pierre-Louis Thévenet                       | Nominat    |
| Millor direcció de producció     | José López Rodero                           | Guanyador  |
| Millor maquillatge i perruqueria | José Antonio Sánchez Paquita Núñez          | Nominats   |
| Millor so                        | Georges Prat Pablo Blanco Eduardo Fernández | Nominats   |
| Millors efectes especials        | Christian Bourqui                           | Nominat    |